# Pyura capensis
Pyura capensis är en sjöpungsart som beskrevs av Hartmeyer 1911. Pyura capensis ingår i släktet Pyura och familjen lädermantlade sjöpungar. Inga underarter finns listade i Catalogue of Life.